# Gusty Bausch
Pour les articles homonymes, voir Bausch.
Gusty Bausch, né le 25 février 1980 à Brouch, est un coureur cycliste luxembourgeois. Spécialiste du cyclo-cross, il est devenu à cinq reprises champion du Luxembourg. 

## Palmarès sur route

### Par année
- 2001
  - 3e du championnat du Luxembourg du contre-la-montre espoirs
- 2007
  - Grand Prix Ost Fenster

### Classements mondiaux
| Année           | 2007   |
| --------------- | ------ |
| UCI Europe Tour | 1 272e |

## Palmarès en VTT

### Jeux des petits États d'Europe
- Liechtenstein 2011
  -  Médaillé de bronze du cross-country

## Palmarès en cyclo-cross
- 1997-1998
  -  Champion du Luxembourg de cyclo-cross juniors
- 2000-2001
  -  Champion du Luxembourg de cyclo-cross espoirs
  - 2e du championnat du Luxembourg de cyclo-cross
- 2001-2002
  -  Champion du Luxembourg de cyclo-cross espoirs
- 2002-2003
  -  Champion du Luxembourg de cyclo-cross
- 2003-2004
  - 3e du championnat du Luxembourg de cyclo-cross
- 2004-2005
  -  Champion du Luxembourg de cyclo-cross
- 2005-2006
  - 2e du championnat du Luxembourg de cyclo-cross
- 2006-2007
  -  Champion du Luxembourg de cyclo-cross
- 2007-2008
  - 2e du championnat du Luxembourg de cyclo-cross
- 2008-2009
  -  Champion du Luxembourg de cyclo-cross
- 2009-2010
  - 2e du championnat du Luxembourg de cyclo-cross
- 2010-2011
  - 2e du championnat du Luxembourg de cyclo-cross
- 2011-2012
  -  Champion du Luxembourg de cyclo-cross
- 2014-2015
  - 2e du championnat du Luxembourg de cyclo-cross
- 2017-2018
  - 2e du championnat du Luxembourg de cyclo-cross
- 2018-2019
  - 2e du championnat du Luxembourg de cyclo-cross